# Milerock Football Club
Maillots
Le Milerock Football Club est un club guyanien de football basé à Linden. Il dispute ses rencontres à domicile au MacKenzie Sport Club Ground.

## Histoire
Fondé en 1972, le club remporte son premier titre national en 1996, en battant le Pele FC (en) en finale du championnat. C'est à ce jour son seul succès dans la compétition, il n'a par la suite pas fait mieux qu'une deuxième place, résultat obtenu lors de la saison 2010. Grâce à cette place de dauphin d'Alpha United, la formation de Linden prend part aux éditions 2011 puis 2012 de la CFU Club Championship. Son bilan est mitigé avec une élimination rapide lors des deux campagnes disputées, avec un seul succès, obtenu face aux Surinamiens de l'Inter Moengotapoe.
En plus de son titre de champion, Milerock compte à son palmarès deux Tournois de Kashif & Shanghai et cinq titres de champion de la région d'Upper-Demerara.

## Palmarès
- Championnat du Guyana (1)
  - Vainqueur : 1996

- Tournoi de Kashif & Shanghai (2)
  - Vainqueur : 1991, 1998
  - Finaliste : 1992, 1995

- Championnat régional de Upper-Demerara (5)
  - Vainqueur en 1994, 1996, 2001, 2008, 2009